# Bismarckturm (Ingelheim)
Der Bismarckturm von Ingelheim am Rhein im Landkreis Mainz-Bingen in Rheinland-Pfalz wurde zu Ehren des ersten deutschen Reichskanzlers Fürst Otto von Bismarck (1815–1898) erbaut. Der vom Architekten Wilhelm Kreis (1873–1955) geplante Aussichtsturm auf dem Westerberg oberhalb der Stadt hat eine Höhe von 31 Metern. Er wurde mit Bossenwerkmauern und neuromanischen Elementen erbaut und 1912 eingeweiht.

## Geschichte

### Planungszeit
Die Pläne für den Bau eines Bismarckturms in der Region wurden ab März 1902 von der rheinhessischen Ortsgruppe des Alldeutschen Verbandes verfolgt. Als Bauplatz wählte man die Gemarkung Waldeck auf dem Westerberg oberhalb von Ober-Ingelheim. Die Gemeinde stellte nämlich nicht nur kostenlos ein Grundstück auf der Anhöhe zur Verfügung, sondern sagte auch zu, einen dorthin führenden Feldweg auszubauen. Am 18. August 1902 wurde auf der Waldeck zum ersten Mal ein Grundstein für den Turm gelegt – es war der Jahrestag der Schlacht bei Gravelotte im Deutsch-Französischen Krieg, bei der 1870 auch Soldaten aus dem Großherzogtum Hessen kämpften. Trotz der Grundsteinlegung wurde aber mit dem Bau zunächst nicht begonnen, weil noch nicht genügend Geld zur Verfügung stand.
Um den Bau endlich in Angriff zu nehmen, gründete der Mainzer Rechtsanwalt Heinrich Claß im Juni 1906 den Rheinhessischen Bismarckverein und übernahm dessen Vorsitz. Der neue Trägerverein beschloss entgegen der ursprünglichen Planung, keine sogenannte Feuersäule nach dem Modellentwurf Götterdämmerung von Wilhelm Kreis zu errichten. Stattdessen wurde der Architekt damit beauftragt, einen neuen Entwurf für einen Aussichtsturm auszuarbeiten. Auf den Tag genau fünf Jahre nach der ersten Grundsteinlegung wurde am 18. August 1907 auf der Waldeck zum zweiten Mal ein Grundstein gelegt und tatsächlich mit dem Bau des Turms begonnen.

### Bauzeit

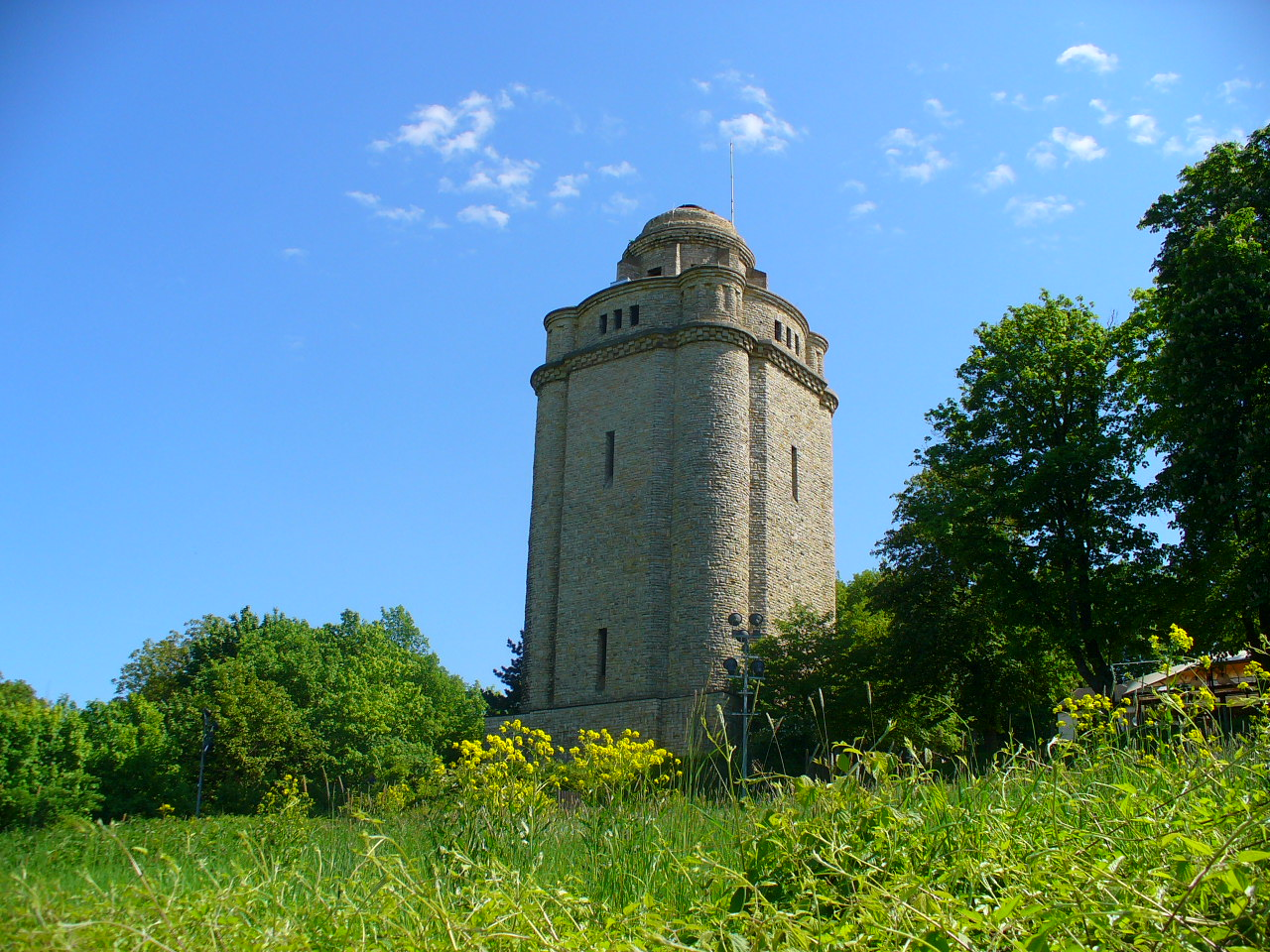
Der Turm von der Hangseite gesehen.

Die Bauarbeiten kamen jedoch zunächst wegen Problemen mit dem Untergrund kaum voran, weil das Fundament viel aufwändiger als geplant angelegt werden musste und das anfangs zur Verfügung stehende Geld rasch aufgebraucht war. Um die Baukosten zu senken, wurde auf eine ursprünglich an der Vorderseite geplante riesige Bismarck-Figur verzichtet. 1910 war der Turm weitgehend fertiggestellt, doch war man jetzt mit dem gedrungen und stumpf wirkenden Bauwerk nicht zufrieden. Aus diesem Grund wurde bis zum März 1912 noch auf die Aussichtsplattform eine auf einer Ringwand und Pfeilern ruhende Kuppel aufgesetzt. Am 12. Mai 1912 konnte der Bismarckturm von Ingelheim schließlich feierlich eingeweiht werden.
Die Kosten für den Turm waren ursprünglich auf 27.000 Goldmark veranschlagt. Letztlich betrug die Schlussrechnung aber mehr als 65.000 Mark, hinzu kamen noch 2.500 Mark als Honorar für den Architekten Wilhelm Kreis und verschiedene Folgekosten. Der Bismarckverein hatte an den Kosten noch bis 1915 zu tragen.

### Zeit nach dem Ersten Weltkrieg
Nach dem Ersten Weltkrieg und dem Ende der Inflationszeit wurde der Bismarckturm 1925 zum ersten Mal ausgebessert, weil zwischenzeitlich alle Türen und Fenster zerstört worden waren. In den 1920er und 1930er Jahren fanden an dem Turm regelmäßig Bismarck-Gedenkfeiern, Sonnenwendfeste und ähnliches statt. Ein Höhepunkt war ein großes Feuerwerk in der Nacht vom 30. Juni auf den 1. Juli 1930, als die Besetzung des Rheinlandes offiziell endete.

### Zeit nach dem Zweiten Weltkrieg
Nach dem Zweiten Weltkrieg wurde der Rheinhessische Bismarckverein aufgelöst und der Turm ging 1953 in den Besitz der Stadt Ingelheim am Rhein über. Ende der 1980er Jahre wurde neben dem Turmeingang eine Bronzetafel angebracht mit der Inschrift „Bismarckturm, erbaut vom Rheinhessischen Bismarckverein, Architekt Professor Wilhelm Kreis, 18. August 1907 Grundsteinlegung, 12. Mai 1912 Einweihung, Höhe 31 m“.
Seit 2002 wird der Bismarckturm in der Adventszeit jedes Jahr nach Einbruch der Dunkelheit optisch in eine riesige Kerze verwandelt. Dabei wird der Turm selbst mit Strahlern in rotes Licht getaucht. Auf der Turmkuppel wird eine Stahlkonstruktion installiert, auf der zahlreiche Halogenleuchten eine weiße, flackernde Flamme nachbilden.

## Architektur

Ursprünglicher Modellentwurf Götterdämmerung mit Bismarckfigur für den Ingelheimer Turm.

### Ursprünglicher EntwurfGötterdämmerung
Bei der Planung des Bismarckturms von Ingelheim wurde von vornherein berücksichtigt, dass er zu ähnlichen Monumenten der Umgebung in Beziehung stehen würde. So wurde der Turm mit einer Höhe von fast 30 m von Anfang an recht großzügig geplant, um mit dem imposanten Niederwalddenkmal mithalten zu können, das gut zehn Kilometer flussabwärts auf der anderen, rechten Rheinseite steht. Außerdem sollte der Ingelheimer Turm ein würdiger Begleitbau zu einem riesigen Bismarck-Nationaldenkmal sein, das gegenüber dem Niederwalddenkmal auf der linken Rheinseite oberhalb von Bingerbrück geplant war. Dieses Nationaldenkmal war seit 1907 in Planung und sollte 1915 eingeweiht werden, wurde aber nie gebaut.
Der Bismarckturm von Ingelheim wurde ursprünglich als sogenannte Feuersäule und nicht als Aussichtsturm geplant. Dabei wollte man auf das Modell Götterdämmerung des Architekten Wilhelm Kreis zurückgreifen. Dieser hatte mit seinem Modellentwurf 1899 einen Wettbewerb der Deutschen Studentenschaft gewonnen. Nach einer Idee der Studentenschaft sollte in ganz Deutschland ein Netzwerk von Feuersäulen errichtet werden, um auf diesen an bestimmten Tagen zu Ehren Bismarcks große Feuerschalen zu entzünden. So wurde die Bismarcksäule vom Modell Götterdämmerung im Deutschen Kaiserreich bis 1911 als sogenannter Typenbau insgesamt 47-mal gebaut.
Allerdings wurden am Ingelheimer Turm bereits in der Planungsphase kleinere Änderungen am ursprünglichen Entwurf des Modells Götterdämmerung vorgenommen. So war beabsichtigt, am Säulenschaft als Schmuck statt eines Reichsadlers eine riesige Bismarck-Figur anzubringen.

Der Bismarckturm von Ingelheim, wie er 1910 nach dem neuen Entwurf aussah.

### Neuer Entwurf
Da die Bauarbeiten trotz einer ersten Grundsteinlegung am 18. August 1902 wegen Geldmangels nicht begonnen werden konnten, wurde das Bauprojekt 1906 von einem neuen Trägerverein übernommen. Dieser beschloss entgegen der ursprünglichen Planung, keine sogenannte Feuersäule vom Modell "Götterdämmerung" zu errichten, sondern den Architekten Wilhelm Kreis mit dem Bau eines Aussichtsturms zu beauftragen. Kreis, der am gegenüber von Ingelheim liegenden Rheinufer in Eltville im Rheingau geboren wurde, nahm auch diesen lukrativen Auftrag gern an. Er übernahm für den neuen Entwurf verschiedene Elemente des ersten (wie den quadratischen Grundriss, die Halbsäulen an den Ecken und die Bismarck-Figur am Säulenschaft), plante den Aussichtsturm aber insgesamt noch monumentaler als die Feuersäule. Die Bauarbeiten selbst wurden aber nicht von Kreis überwacht, sondern vom Mainzer Architekten und Bauunternehmer Oscar Hauswald.
Entsprechend dem neuen Entwurf wurde der Bismarckturm von Ingelheim am Rhein nach einer zweiten Grundsteinlegung am 18. August 1907 auf einem quadratischen Grundriss von etwa 14 mal 14 m errichtet. Auch der Turm selbst ist quadratisch angelegt, allerdings wird die sehr wuchtige Wirkung durch Halbsäulen an den Ecken und durch ein rundes Obergeschoss etwas abgemildert. Die Mauern sind als Bossenwerk angelegt, das heißt die Steinquader sind an ihrer Außenseite nur grob behauen (bossiert). Als Baumaterial wurden vorwiegend Kalksteine verwendet, die in Ingelheim in der Nähe des Bauplatzes am (Westerberg selbst und am nahe gelegenen Mainzer Berg) gebrochen wurden.

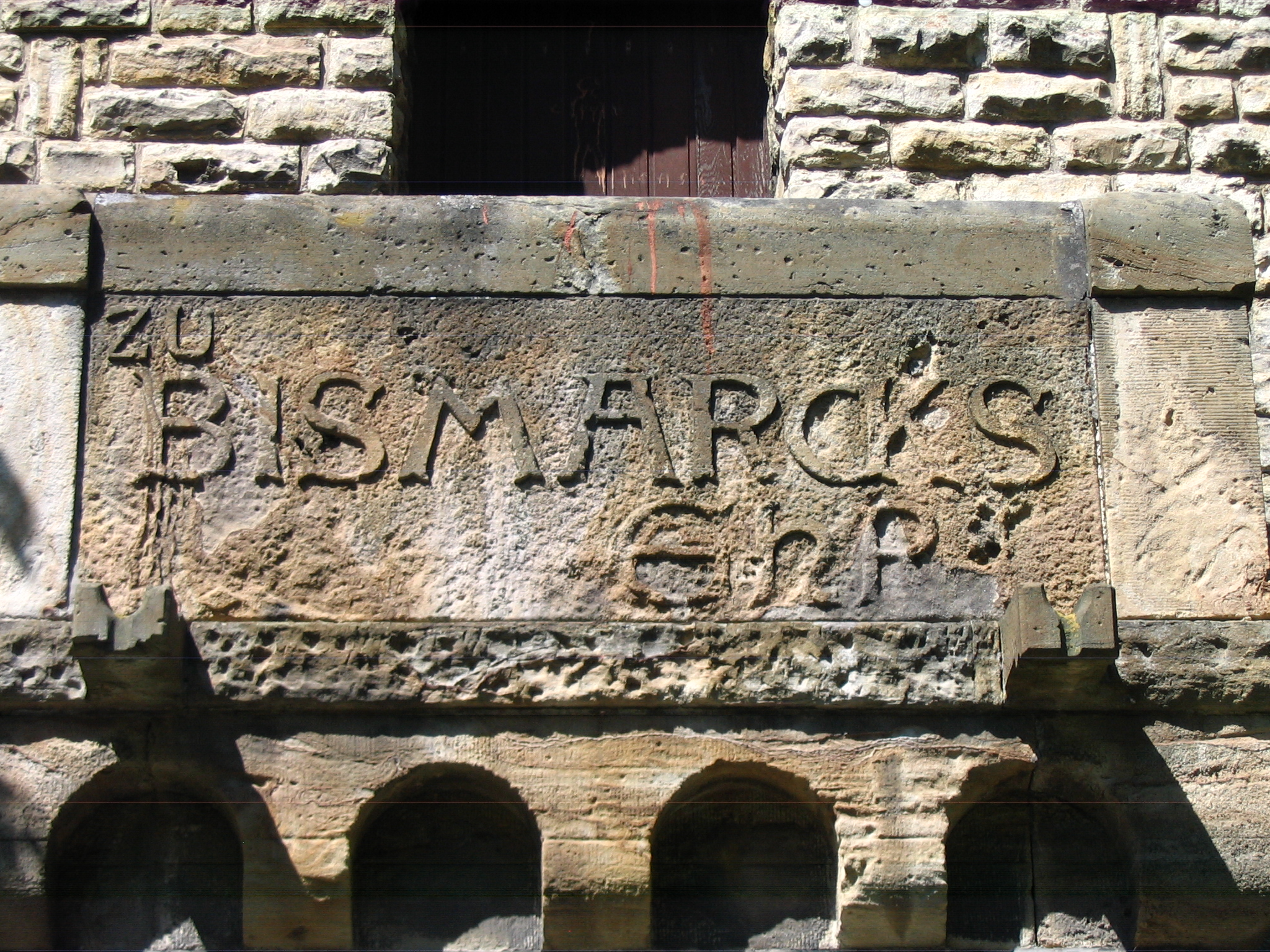
Inschrift Zu Bismarcks Ehr an der Balkonbrüstung über dem Turmeingang.

Der Bismarckturms ist in drei Teile gegliedert: Er hat ein etwa vier Meter hohes Sockelgeschoss, den rund zwanzig Meter hohen Turmkörper und abschließend ein etwa drei Meter hohes Obergeschoss mit darüber liegender Aussichtsplattform. Man betritt den Turm durch einen Torbogen im neuromanischen Stil, der durch zwei Halbsäulen mit schlichten Würfelkapitellen gesäumt ist. Über dem Eingang befindet sich ein kleiner Balkon, an dessen Brüstung aus Sandstein die Inschrift „Zu Bismarcks Ehr“ angebracht ist.
Der Balkon liegt bereits auf Höhe der unteren Ebene des Turmkörpers, von hier aus ist der Balkon auch durch eine kleine Tür zugänglich. Auf gleicher Höhe wie die Balkontür sind an den anderen drei Turmseiten etwa zwei Meter hohe, wie Schießscharten aussehende Maueröffnungen angebracht. Ähnliche Öffnungen befinden sich außerdem auf allen vier Seiten im oberen Drittel des Turmkörpers. Die Ecken werden durch Halbsäulen abgerundet, den Abschluss gegenüber Obergeschoss bildet ein rund um den Turm laufendes Gesims mit Zahnfries.
Das Obergeschoss ist gegenüber dem Turmkörper etwas zurückgesetzt. Es hat im Gegensatz zum quadratischen Grundriss des Turms eine runde Form, wodurch die Halbsäulen an den Ecken stärker hervortreten. Außerdem sind die Bossenwerkmauern des Obergeschosses an allen vier Seiten mit jeweils drei Öffnungen durchbrochen und die Halbsäulen durch kleine Mauernischen aufgelockert, sodass die wuchtige Wirkung des Turmkörpers etwas abgemildert wird.
Im Inneren des Turmkörpers befindet sich eine rechtsdrehende Wendeltreppe aus Beton, die 111 Treppenstufen und drei Podeste hat. Sie ist an der Innenseite der Turmmauern angebracht und durch ein Geländer gesichert. Im Obergeschoss folgt eine linksdrehende Wendeltreppe aus Eisen, die 13 Stufen hat und zur Aussichtsplattform führt.

### Letzte Änderungen
Obwohl der Bismarckturm von Ingelheim 1910 weitgehend fertiggestellt war, entschloss man sich zu weiteren Änderungen. So wurde aus Kostengründen beschlossen, auf die ursprünglich an der Vorderseite geplante riesige Bismarck-Figur zu verzichten. Stattdessen investierte man weiteres Geld, um den gedrungen und stumpf wirkenden Turm noch höher zu machen. Zunächst wurde auf die Aussichtsplattform eine Ringwand aus Bruchsteinen mit einem Innenradius von knapp drei Metern errichtet. Auf diese wiederum wurde bis März 1912 noch eine auf Pfeilern ruhende Kuppel aufgesetzt, wodurch der Turm insgesamt vier Meter größer wurde und seine heutige Höhe von 31 Metern erreichte.